# Michelangelo Alessandro Colli-Marchini
Michelangelo Alessandro Colli-Marchini, più noto come Michele Colli (Vigevano, 1738 – Firenze, 22 dicembre 1808), è stato un generale e diplomatico italiano nato quando la Lombardia era territorio asburgico, noto per aver preso parte con poca fortuna a numerose battaglie nell'ambito della prima coalizione antifrancese al comando di diversi eserciti italiani.

## Biografia
Michele Colli nacque a Vigevano nel 1738, quando la Lombardia apparteneva da oltre un trentennio all'impero asburgico. Suo padre Giuseppe Colli era un funzionario civile della monarchia austriaca che per i suoi meriti nel 1764 era stato nominato barone. Michelangelo si arruolò nell'Esercito imperiale all'età di diciotto anni. Nella prima parte della sua carriera militare fu ufficiale nel reggimento di fanteria «Pallavicini» (IR 15); prese parte alla Guerra dei sette anni e raggiunse il grado di capitano. Fu promosso tenente colonnello nel 1768 e posto al comando di un battaglione di fanteria durante la Guerra di successione bavarese (1778-1779). Nel 1779 fu nominato colonnello e raggiunse il grado di maggior generale durante la Guerra austro-turca (1788-1791) nella quale ebbe una parte importante nell'assedio di Belgrado (1789-1791).
Nel 1792 l'imperatore d'Austria inviò Colli in aiuto a Vittorio Amedeo III di Savoia contro l'Armata d'Italia, che pochi anni dopo verrà guidata da Napoleone Bonaparte. Il Regno di Sardegna era stato uno dei primi paesi aggrediti dall'esercito francese: dopo l'inizio delle ostilità (1793, prima coalizione), Nizza e la Savoia erano diventate entrambe vulnerabili.
Alla testa dell'esercito sardo, Colli si comportò bene nella campagna di Nizza (1793); successivamente, tuttavia, la linea del fronte si spostò lungo le Alpi e gli Appennini liguri. In Piemonte, l'intesa fra l'esercito austriaco guidato dal generale Beaulieu, e gli effettivi guidati dal Colli, non fu stretta: le truppe dei due eserciti rimasero disunite e le truppe francesi riuscirono a frapporsi fra di loro isolandole. Il generale austriaco Beaulieu, sconfitto nella battaglia di Montenotte (12 aprile 1796) e nella seconda battaglia di Dego (14-15 aprile 1796), si ritirò a est, verso l'Austria, rendendo vulnerabile la posizione di Colli. Il 16 aprile i francesi attaccarono i sardi del Colli a Ceva e furono respinti; Colli, tuttavia, decise di ritirarsi nella linea successiva, lungo il torrente Corsaglia, un affluente del Tanaro.
Dopo aver respinto ancora una volta i francesi, nella notte fra il 20 e il 21 aprile Colli tentò di ritirarsi a Mondovì; questa volta l'esercito francese raggiunse le retrovie dell'esercito sardo prima che la ritirata fosse completata e gli inflisse una severa sconfitta nella battaglia di Mondovì. Poiché Torino era a questo punto esposta all'attacco francese, Colli chiese un armistizio a Napoleone Bonaparte, che tuttavia lo respinse proseguendo fino a Cherasco che venne conquistata il 23 aprile. Il 28 aprile 1796 fu firmato l'armistizio fra la Francia e il regno di Sardegna: Colli fu costretto a lasciare il comando dell'esercito sardo e tornò al servizio nell'esercito austriaco.
Alla fine del gennaio 1797 Colli fu nominato comandante in capo dell'esercito dello Stato Pontificio, ma prima ancora di giungere al fronte l'esercito pontificio fu sconfitto da Napoleone Bonaparte e Victor nella battaglia di Faenza (4 febbraio 1797). La sconfitta dell'esercito pontificio fu giudicata ingloriosa da un rivoluzionario come Francesco Saverio Salfi, che dedicò all'evento una pantomima satirica; fu tuttavia registrata con sarcasmo anche da un reazionario come il conte Monaldo Leopardi e, anni dopo, da suo figlio Giacomo.
Colli rimase nell'esercito austriaco fino al trattato di Campoformio (17 ottobre 1797); si unì poi all'esercito napoletano, comandato da un altro ex-generale austriaco, lo «sfortunato» Mack. Quando, all'inizio del 1799 a Napoli fu instaurata l'effimera Repubblica Napoletana, Colli fu richiamato nuovamente dall'Austria e inviato a Firenze come ambasciatore austriaco nel Regno di Etruria.
Risiedette a Firenze fino alla morte.